# Khanichhap
Khanichhap (nep. खानीछाप) – gaun wikas samiti w zachodniej części Nepalu w strefie Lumbini w dystrykcie Palpa. Według nepalskiego spisu powszechnego z 2001 roku liczył on 455 gospodarstw domowych i 2528 mieszkańców (1330 kobiet i 1198 mężczyzn).